# メルボルン市電B形電車
B形は、オーストラリア・メルボルンの路面電車のメルボルン市電に在籍する電車の1形式。鉄道線を転換したライトレール区間の開通に合わせて導入された、同市電における初の連接車である。

## 概要
オーストラリアの大都市・メルボルン市内を走るメルボルン市電のうち、セント・キルダやポートメルボルンへ向かう系統は、高規格の鉄道路線を市電の路線網へ転換したライトレール路線である。これらの路線は長年に渡って近代化が行われなかった結果老朽化が進行し、路線バスへの置き換えが検討される事態にまで至ったが、1982年にメルボルン都市圏における公共交通機関の運営組織がメトロポリタン交通局（Metropolitan Transit Authority、MTA）へ一本化されたのを機に方針が転換され、両系統を市電の系統へと転換する事が発表された。これに伴い、軌間の改軌（1,600 mm→1,435 mm）や信号システムの変更、市電との接続などの工事と合わせてライトレール路線に適した新型電車の導入も実施されることとなった。その中で、メルボルン市電における初の連接車として発注が行われたのがB形電車である。
両運転台式の2車体連接車で、前後のボギー台車に1基の主電動機が搭載されている（モノモーター方式）。これを含めた主要機器については同時期に開発が行われたA形と共通仕様となっており、製造メーカーもデュワグ（台車）、シーメンス/AEG（制御装置）と共通である。製造はオーストラリアのコモンウェルス・エンジニアリングがダンデノングに所有していた工場で実施されたが、1990年に同工場がABBグループで売却された事で、以降の量産は同社によって実施されている。
塗装については、製造当初上半分および側面下部の線が黄色がかったクリーム色、下半分が緑色という、当時のメルボルン市電の標準として新たに定められたデザインが採用されたが、市電の運営権が民間事業者へ移管されて以降は各事業者の塗装に変更されている。

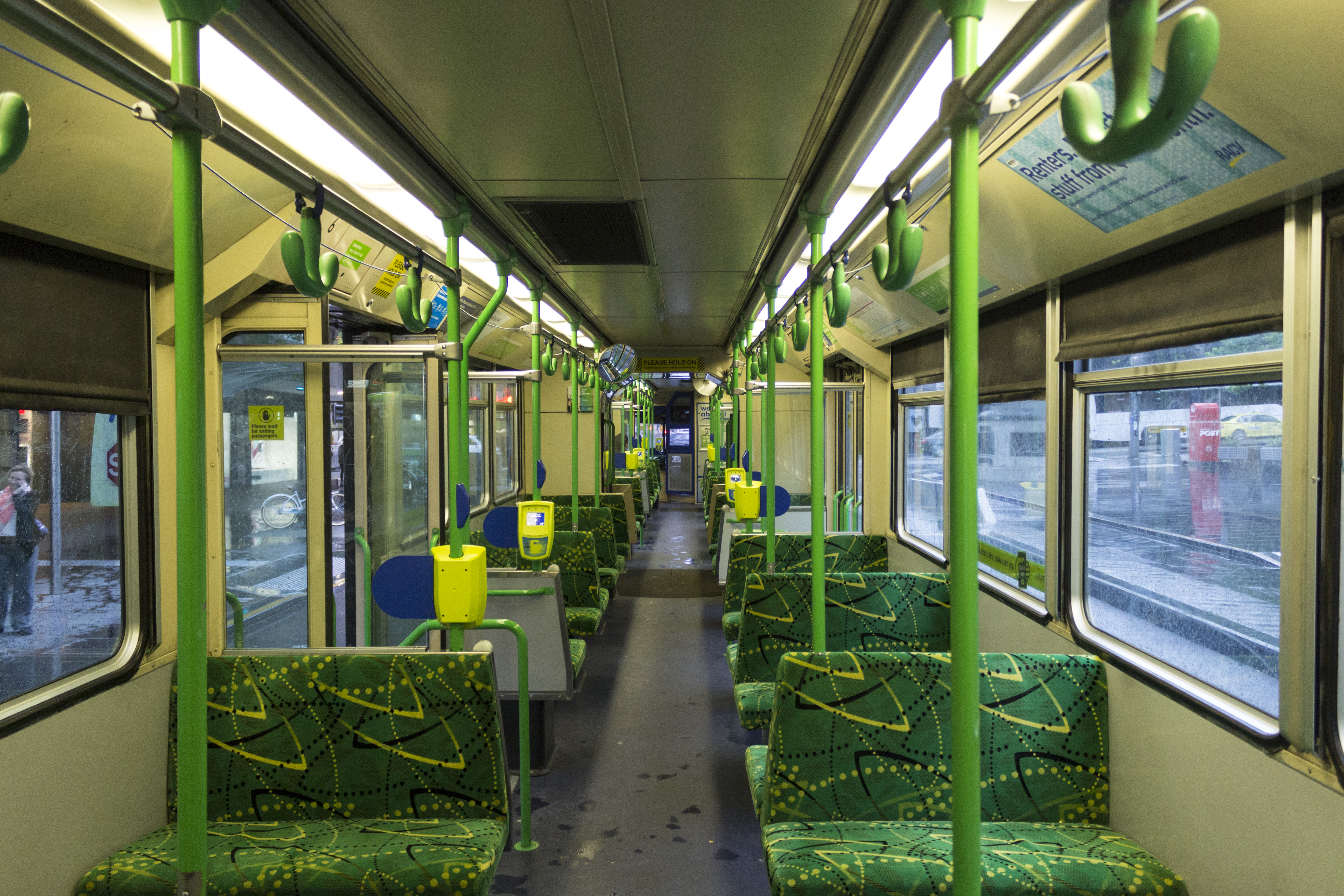
車内（近代化工事前、2013年撮影）
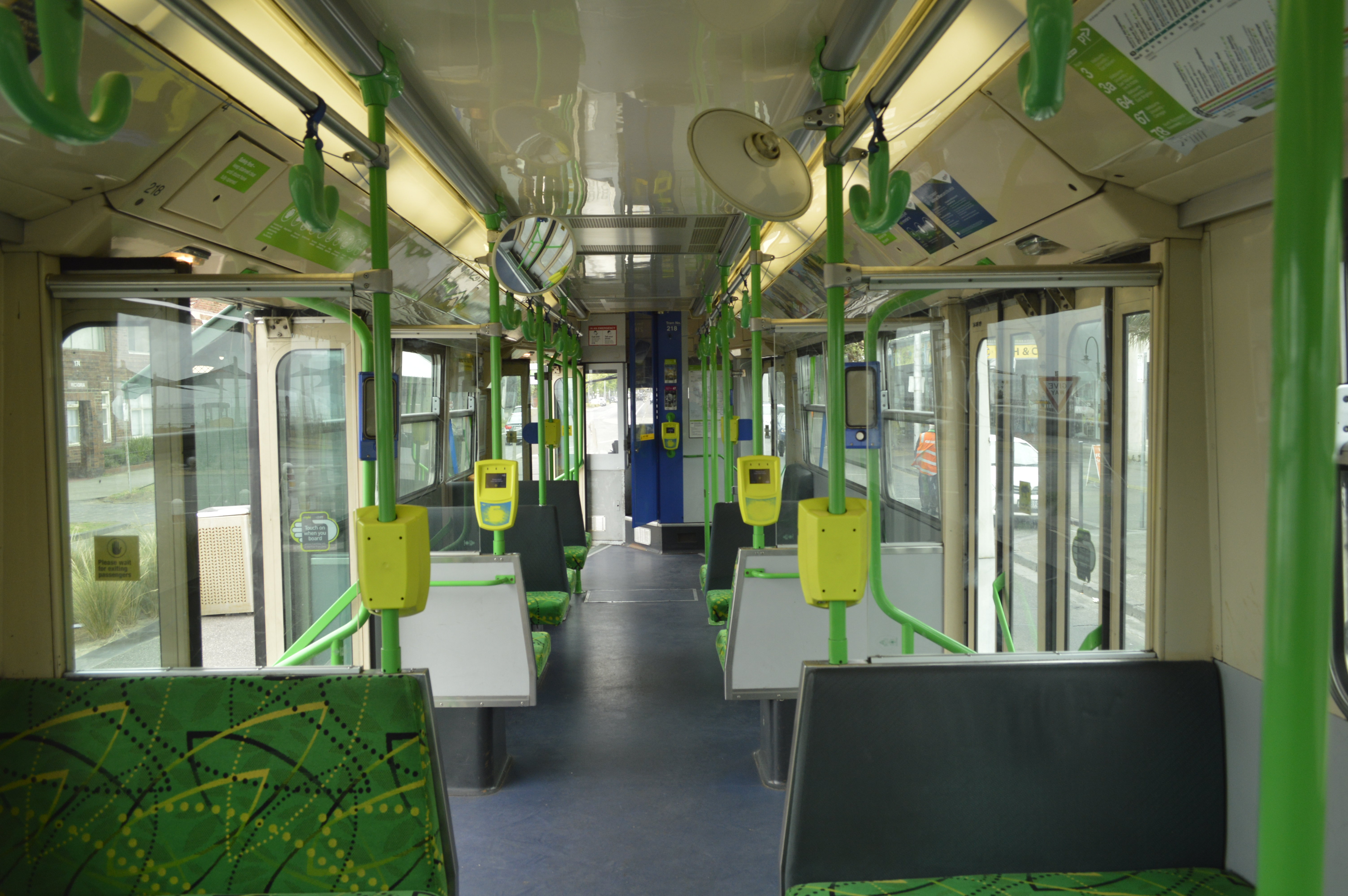
車内（近代化工事後、2015年撮影）

## 車種・運用

### B1形
ライトレール路線の開通に合わせて導入された試作車。1982年に発注が行われ、1984年・1985年に1両ずつ（2001・2002）導入された。設計当初、ライトレール区間は高床式プラットホームを用いる構想があり、それに合わせて高床式プラットホームに対応した折り畳み式ステップが設置された。だが、試運転時にこの構造が乗客の往来に支障をきたす事が指摘された事でライトレール区間についても低床式プラットホームとしたため、営業運転時にステップは撤去された。
次項で述べるB2形と同様にライトレール路線を始めとした各系統で使用されたが2016年にさよなら運転が行われ、2018年現在は2001のみ保存を前提とする形で残存する。

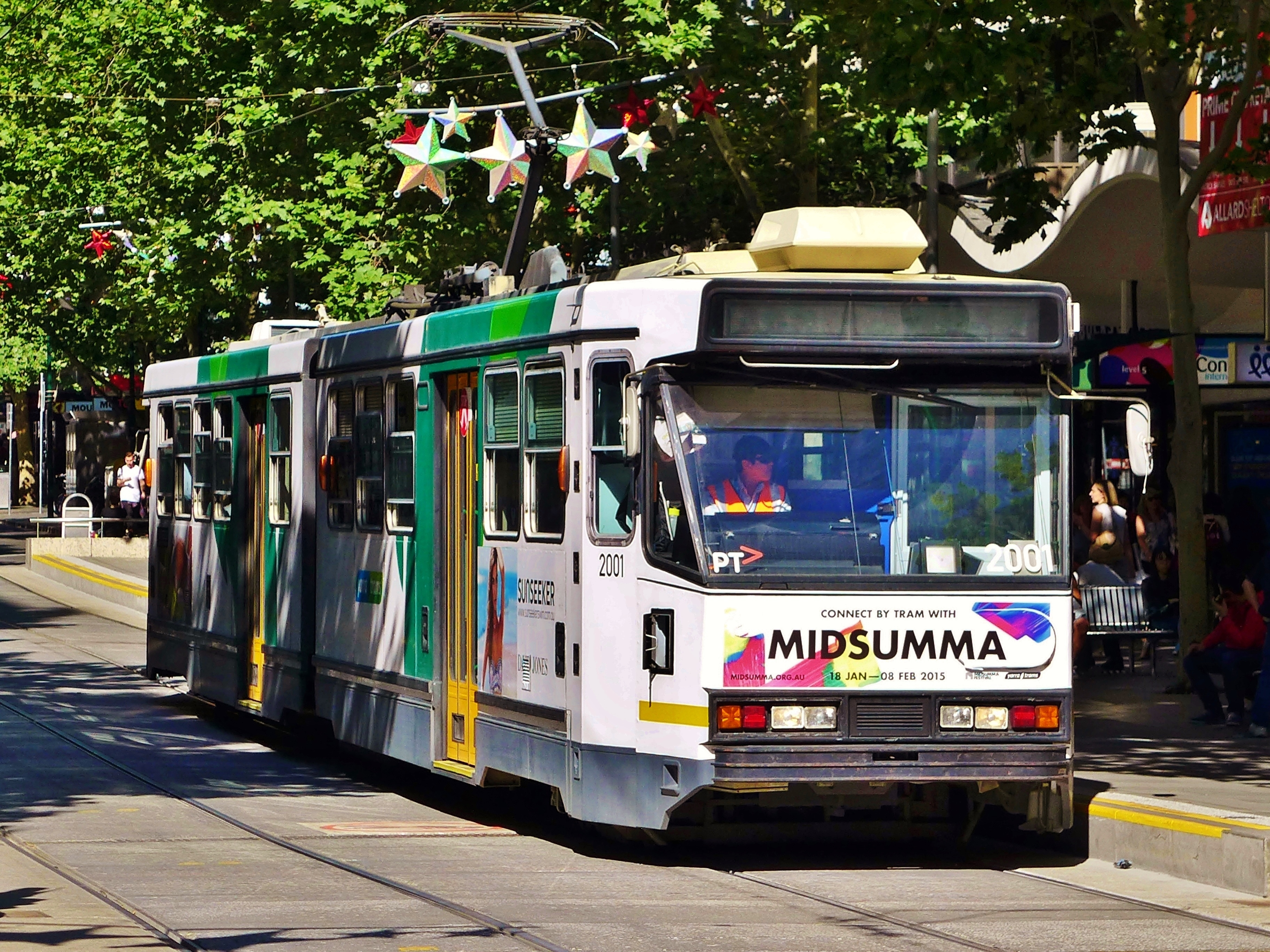
2001（2014年撮影）
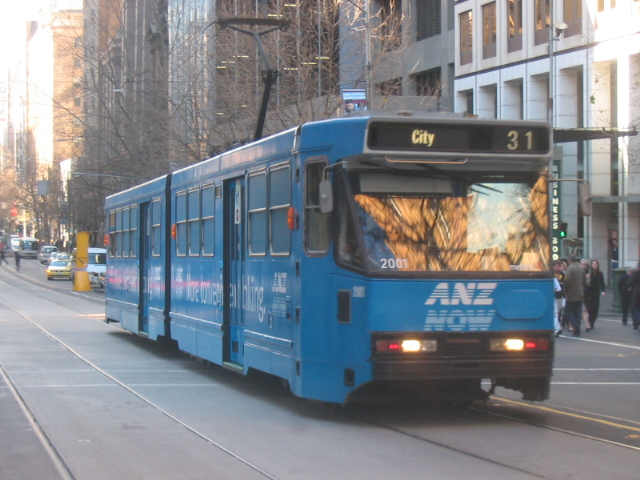
2001（広告塗装、2006年撮影）
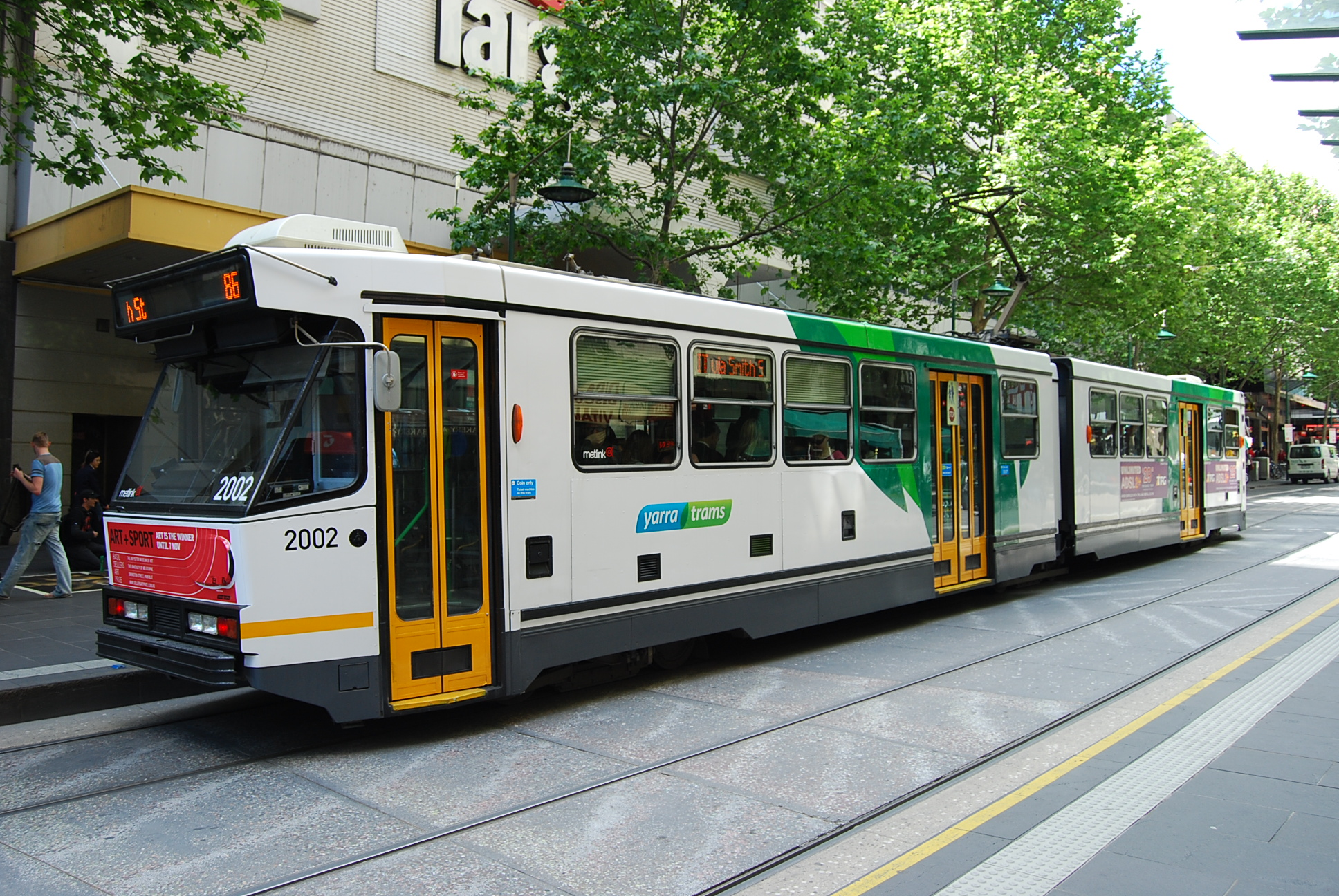
2002（2010年撮影）
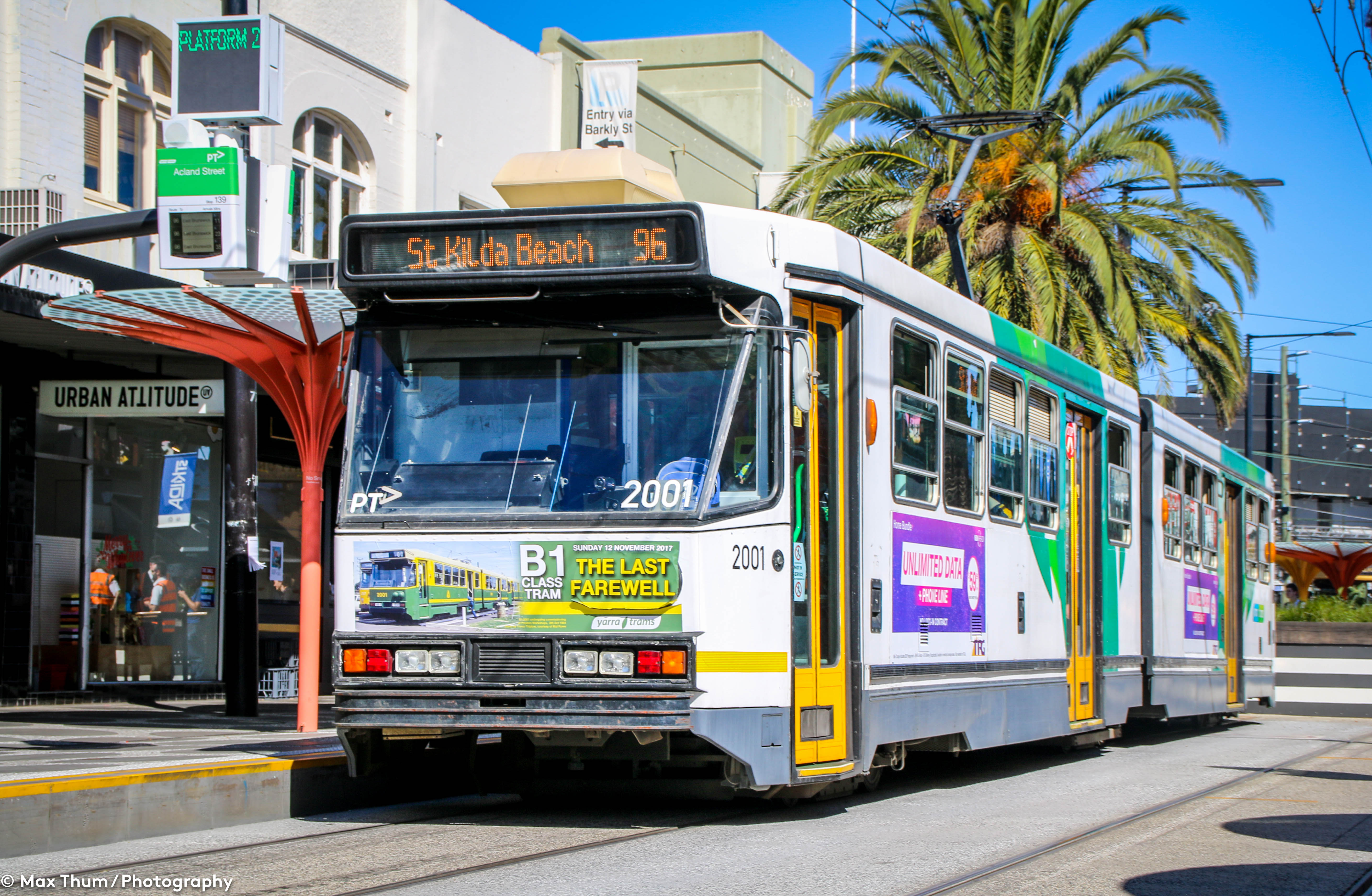
さよなら運転（2001、2016年撮影）

### B2形
B1形の試験結果を基に製造された量産車。基本的な構造はB1形に基づいているが、ステップが当初から存在しない他、メルボルン市電の車両で初めて冷房装置やドットマトリクス式の方向幕が設置された。冷房装置は各車体の屋根上に1基ずつ配置されている。
1987年から1994年にかけて生産が実施され、1988年9月から営業運転を開始し、ライトレール路線に加えて需要が高いメルボルン市電の主要系統にも投入された。2013年以降はLED照明の導入、超低床電車に用いられている人間工学に基づいた座席への交換やそれに伴う乗客の流動性の向上、床面の更新といった近代化工事が施工され、着席数が減少した一方で総定員数は増加した。更に2014年には車内に情報案内装置が搭載され、多数の近代化を経て2020年現在も130両（2003 - 2132）全車が営業運転に用いられている。

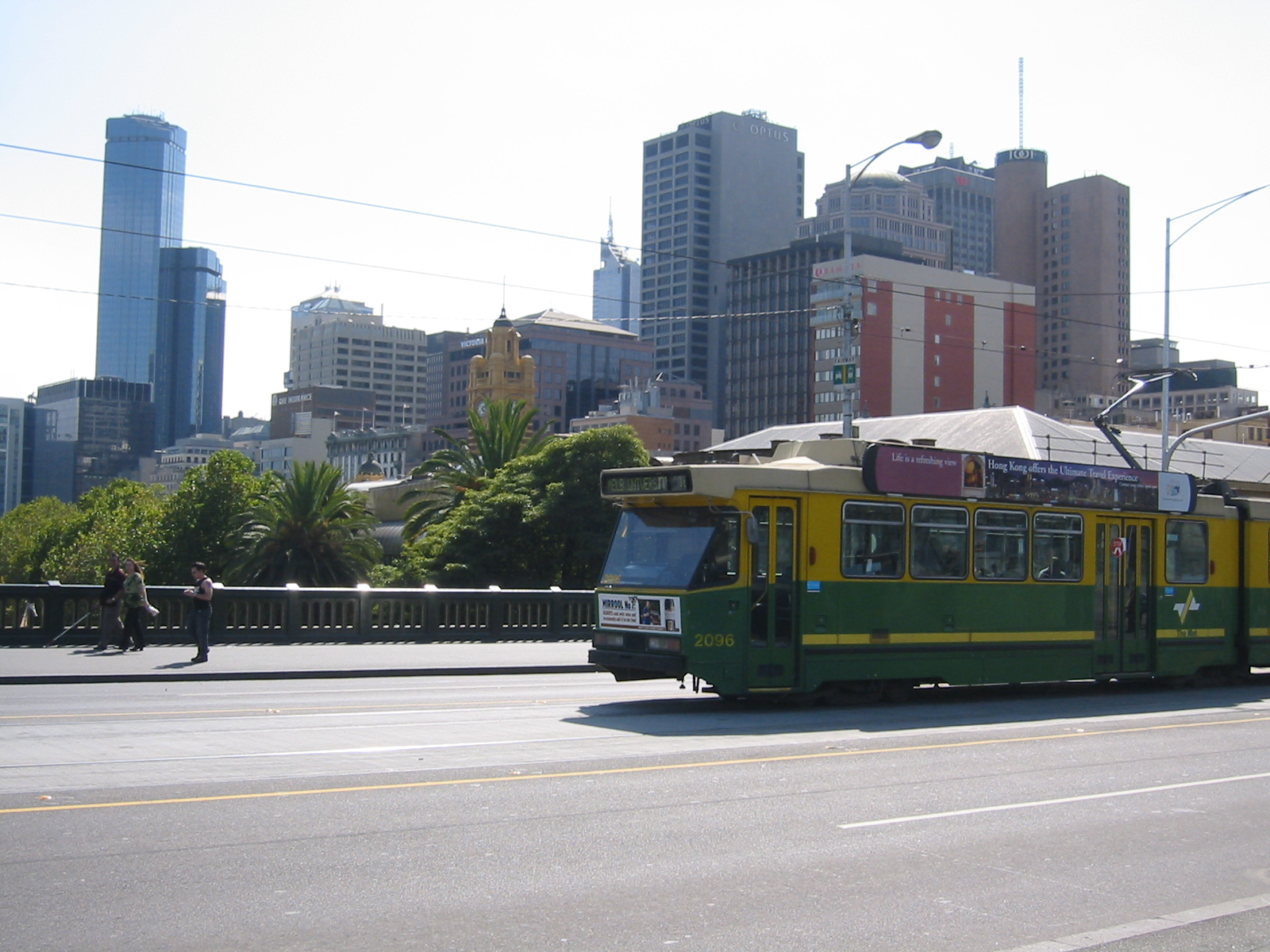
初期塗装 （2096、2003年撮影）
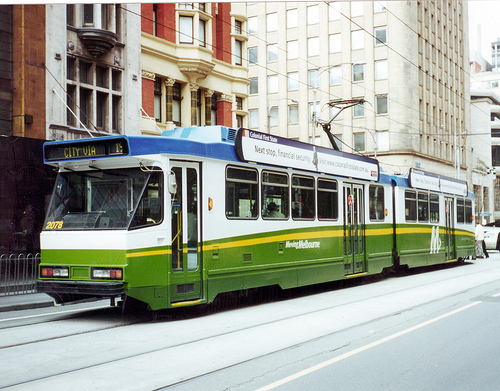
Mトラム（英語版）塗装 （2078、2001年撮影）
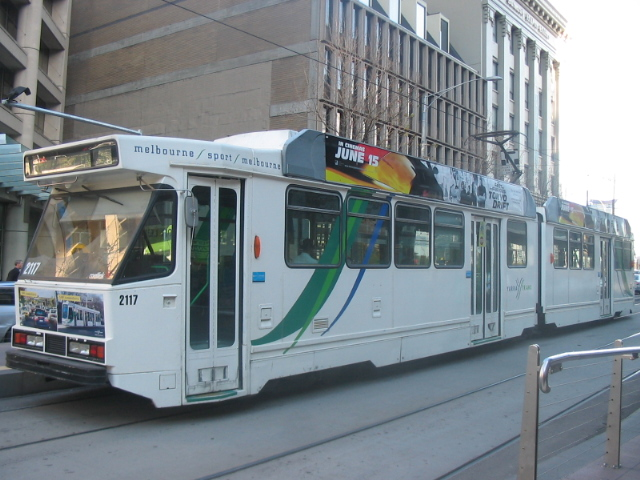
ヤラトラム（英語版）初期塗装 （2117、2006年撮影）
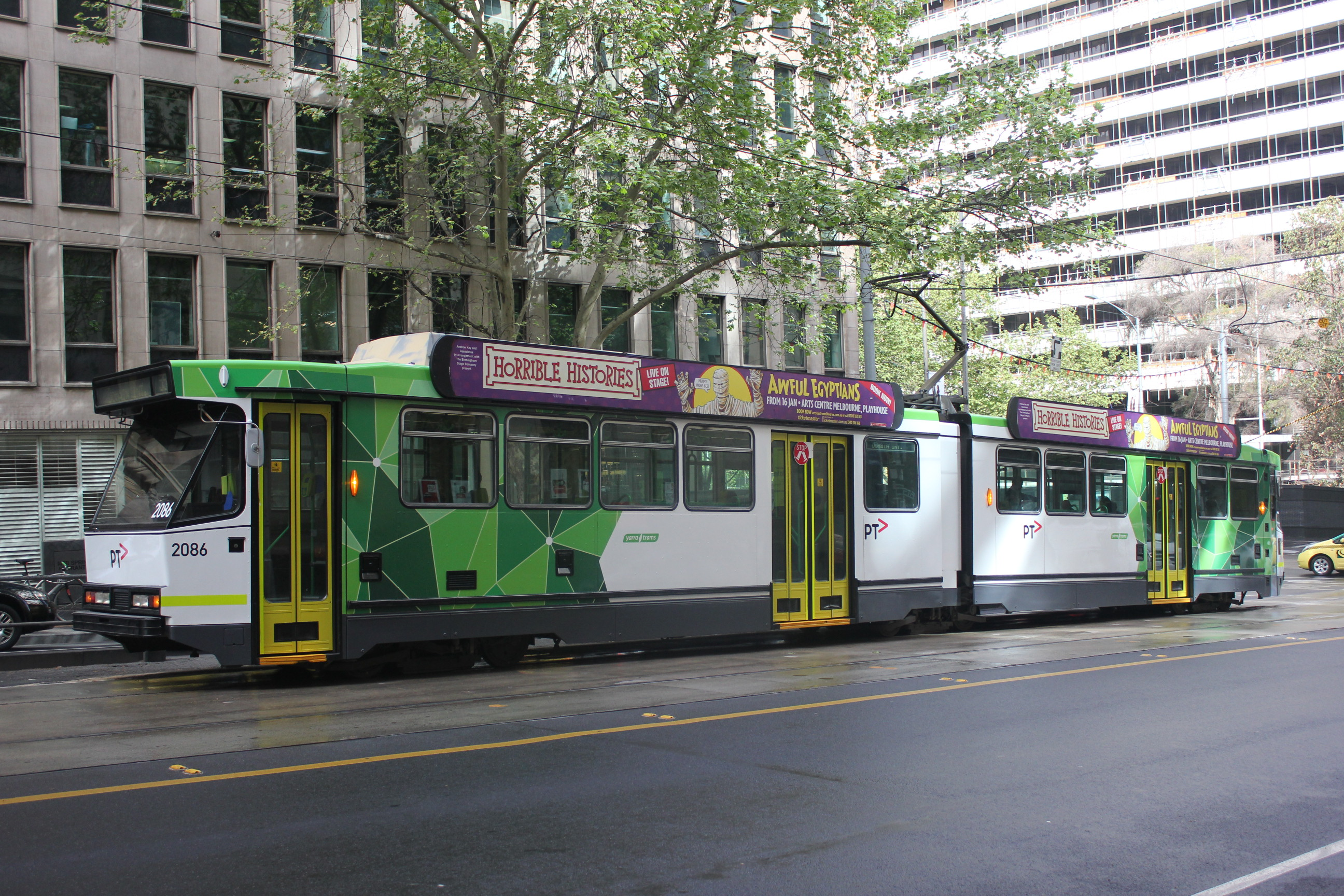
更新車 （2086、2014年撮影）

## その他
B形の設計段階にあたっては、当時ヨーロッパ各地で開発や導入が始まっていた、床上高さを下げた超低床電車とする計画が存在し、B形の開発が始まった1980年代初頭に加えてB2形の量産決定時や1998年にも同様の案が出された。しかしどれも実現する事なく、メルボルン市電において初めて登場した超低床電車は2001年から営業運転を開始したC形となった。